# Bristol
Bristol (pronuncia-se AFI: [ˈbrɪstəl]  ouça) ou, em português, Brístol é uma cidade, autoridade unitária e um condado cerimonial da Inglaterra. Possui uma população estimada de 433 100 (dados de 2009) na autoridade unitária, com uma grande área urbana ao redor que tem uma população estimada de 1 070 000 (dados de 2007). É a sexta cidade mais populosa da Inglaterra e oitava do Reino Unido. Parte da aliança das maiores cidades da Inglaterra, Bristol é a mais populosa cidade do sudoeste inglês.
Historicamente dentro de Gloucestershire, foi decretada cidade em 1155 e recebeu status de condado em 1373. Desde o século XIII, por meio milênio, foi classificada entre as três principais cidades inglesas depois de Londres, ao lado de York e Norwich com base em receitas fiscais. Porém, no século XVIII, com a rápida ascensão de Liverpool, Birmingham e Manchester durante a Revolução Industrial, perdeu esse estatuto. Faz fronteira com os condados de Somerset e Gloucestershire e fica localizada próxima das cidades históricas de Bath ao sudoeste e Gloucester ao norte. A cidade foi construída ao redor do rio Avon e tem um pequeno litoral no estuário do rio Severn, que desagua no Canal de Bristol. De 1974 a 1996, Bristol foi a sede administrativa do condado de Avon, hoje abolido.
Bristol é o maior centro de empregos, cultura e educação nessa região do país. Essa prosperidade desde os primórdios é em grande parte associada a atividades marítimas. O Porto de Bristol era originalmente no centro da cidade, antes de ser transferido para o estuário do Severn em Avonmouth. O Royal Portbury Dock fica localizado na costa ocidental, nos limites da cidade. Em anos mais recentes, a economia passou a se sustentar mais em criação de mídia eletrônica e aeroespacial, e as docas e portos no centro da cidade se transformaram mais em patrimônio histórico e cultural.
Existem 34 lugares povoados na Terra com o nome de Bristol, entre Peru, Canadá, Jamaica, Barbados e a grande maioria nos Estados Unidos. Todos provavelmente inspirados na cidade original. As pessoas nascidas em Bristol são denominadas bristolians.

## Pontos Turísticos
- St Mary Redcliffe. Do século XVI e uma das igrejas paroquianas mais imponentes da Inglaterra.
- Catedral de Bristol. Do século XVIII, foi na origem um mosteiro agostiniano.
- The New Room. Aqui encontra-se a estátua equestre de John Wesley.
- Bristol's City Museum & Art Gallery (Museu da Cidade e Galeria da Arte). Guarda múmias egípcias, assim como, arte local.
- The Georgian House. Trata-se da casa do mercador de açúcar John Pinney.
- The Red Lodge. Mansão de estilo isabelino que guarda, em um dos salões, a memória de Mary Carpenter, quem ergueu neste lugar o primeiro reformatório de mulheres, em 1854.
- O navio SS Great Britain, desenhado por Brunel. O primeiro transatlântico de aço, do ano 1843.
- Bristol Temple Meads Station, desenhada por Brunel, sendo o terminal que tem sobrevivido e a mais antiga do mundo.
- Clifton & a Ponte Pênsil de Clifton. Também desenhada por Brunel, oferece um grande magnetismo aos artistas e vistas ao longo do Canyon do rio Avon.
- Blaise Castle House. Data de finais do século XVIII e contém a história da vida urbana e rural da região.
- Blaise Hamlet (Aldeia de Blaise). Próximo ao Blaise Castle House Museum. Trata-se de um grupo de casinhas com telhado de palha do século XIX.
- Lord Mayor's Chapel. Do estilo gótico, constituindo uma relíquia arquitetônica.

É em Bristol que também se localiza os estúdios da Aardman Animations.

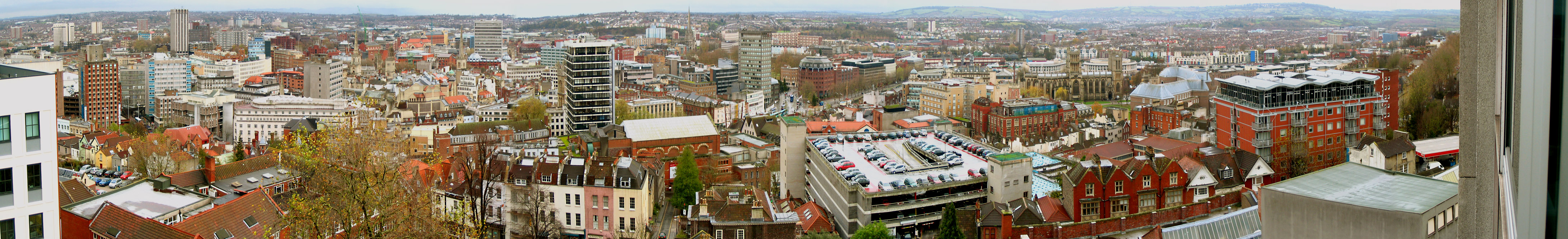
Panorama de Bristol em foto de 2004.

## Personalidades
- Paul Dirac (1902-1984), Prémio Nobel de Física de 1933

- Maisie Williams (1997 - presente), Atriz
- Dominique Provost-Chalkley (1990 - presente), Atriz
- Barba Negra (1680 - 1718), Pirata